# Warli

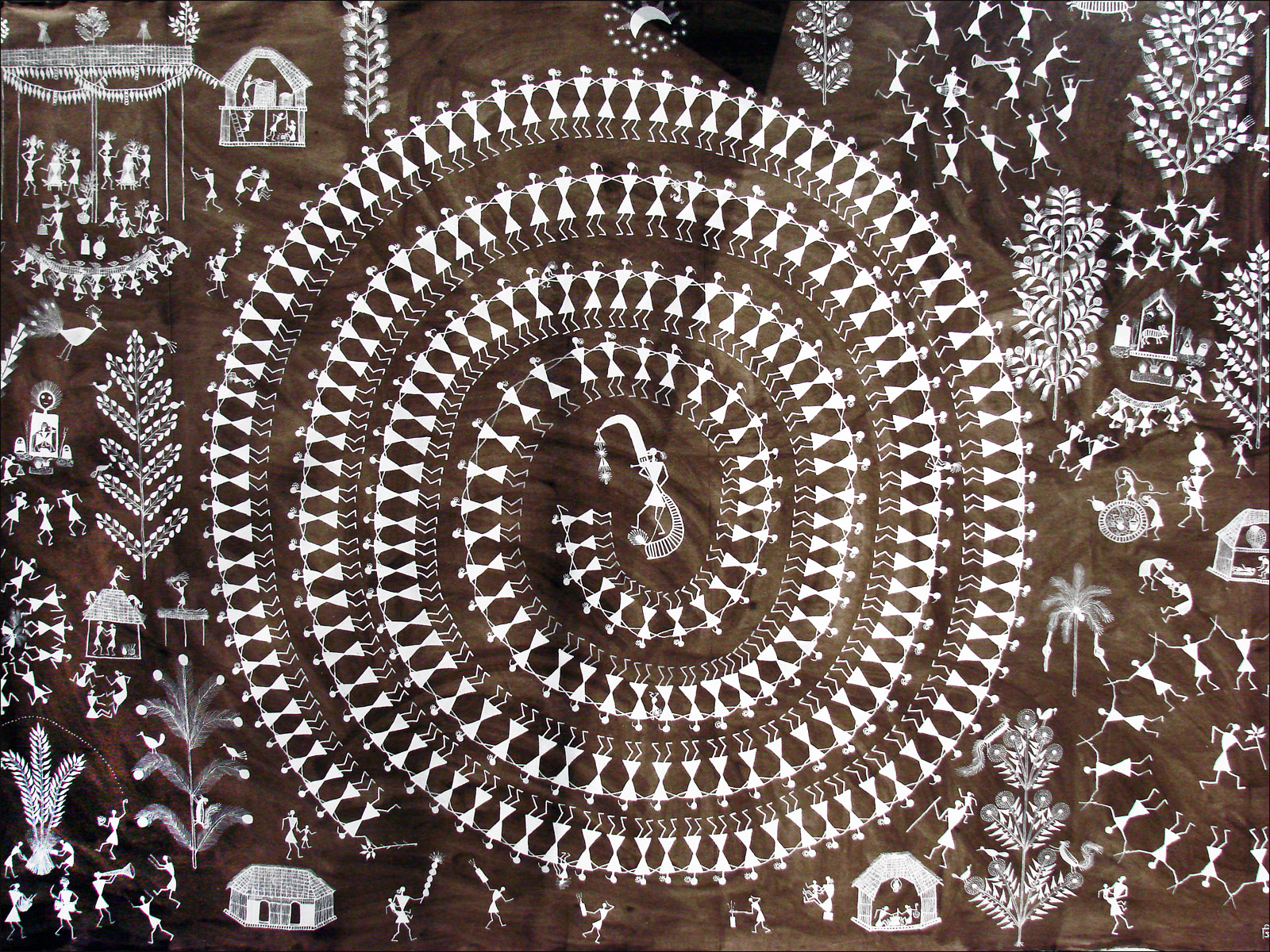

Warli – jedna z indyjskich społeczności plemiennych  (tzw. adiwasi). Zaliczana jest oficjalnie do grupy Scheduled Tribes (dosłownie „zarejestrowane plemiona”).

## Liczebność
Warli zamieszkują w kilku indyjskich jednostkach administracyjnych. Według danych na koniec XX w. liczebność wynosiła:
- Maharasztra – 361 tys.
- Gudźarat – 153 tys.
- Dadra i Nagarhaweli – 51 tys.

## Podział
- Grupy: 4 (Murde, Dawor, Nikir, Suddha)
- Rody: ok. 40 (egzogamiczne, patrialchalne)